# Ligamentum capitotrapeziale
A ligamentum capitotrapezialis egy apró (mindössze kb. 1-1,5 cm hosszú) szalag a tenyérben. A fejescsont (os capitatum), az articulatio scaphotrapezotrapezoidea proximális része és a trapézcsont (os trapezium) között feszül, ahol a ligamentum scaphotrapeziummal, a ligamentum scaphocapitatummal és a ligamentum trapeziotrapeziummal együtt elöl stabilizálja az articulatio scaphotrapezotrapezoideát. Hátul a szalagok a metacarpalis területek többi részéhez kötik az ízületet.
A kéztőalagutat a 2. és 3. szinten laterálisan rögzíti. Korábban gyakran a csonthatár szerint számították a kéztőalagút területét, e számítások gyakran nagyobbnak bizonyultak a valósnál – Gabra és Li 2013-as kutatásai szerint mintegy 32%-kal, a különbség oka a kéztőalagútban lévő lágy szövetek mennyisége, aminek nagy részét a ligamentum capitotrapezialis és a flexor carpi radialis teszi ki.

## Biomechanikai jellemzők
Mechanikai merevsége 300 N/mm.